# Hynek Krušina I. z Lichtenburka
Hynek Krušina I. z Lichtenburka (asi 1260 – okolo 1315) byl český šlechtic z rodu Lichtenburků a zakladatel jedné z jeho větví – Krušinů.
Narodil se jako syn Jindřicha z Lichtenburka a Domaslavy ze Strakonic přibližně v roce 1260. Mezi lety 1284 a 1286 se oženil s neznámou dcerou Záviše z Falkenštejna, který v té době fakticky vládl v Čechách místo nezletilého dědice trůnu Václava II. a jehož Lichtenburkové aktivně podporovali. Hynek byl tehdy zároveň jmenován do funkce purkrabího na hradě Tetíně. Na jaře 1287 napadal a raboval statky pražského biskupa Tobiáše z Bechyně. Téhož roku se se svým otcem přidal do skupiny Závišových odpůrců. O dva roky později Závišova vláda v Čechách padla. V roce 1294 Hynek v pramenech vystupuje jako purkrabí na hradě Lokti. Když roku 1296 zemřel Jindřich z Lichtenburka, Krušina si lichtenburské panství se svými příbuznými rozdělil. Až do té doby byl totiž s ostatními Lichtenburky  v majetkovém nedílu. Z rozsáhlých lichtenburských statků v dolním Poohří, ale především na Čáslavsku a Havlíčkobrodsku s centrem v Brodě (dnešní Havlíčkův Brod), kde se těžilo stříbro, Hynek získal polovinu Brodu s jeho doly.
Koncem 13. století se Hynek zcela vytrácí z pramenů a znovu se v nich objevuje až v roce 1305, kdy se neúspěšně pokusil získat sepekovské panství. V roce 1307 se po vymření Přemyslovců smrtí krále Václava III. spolu se svým strýcem a přítelem Oldřichem z Lichtenburka stal horlivým přívržencem kandidatury Jindřicha Korutanského na český trůn. Dne 24. července 1307 se s Oldřichem podílel na vraždě Dobeše z Bechyně, vůdce prohabsbursky orientovaných šlechticů. Jindřicha Korutanského Hynek podporoval až do roku 1310, kdy se přidal ke stoupencům kandidatury Jana Lucemburského na český trůn. Aktivně se poté podílel na pádu Jindřicha Korutanského a nástupu Jana Lucemburského na český trůn. Po roce 1312 se opět vytrácí z pramenů a kolem roku 1315 pravděpodobně zemřel. Zanechal po sobě syny Jana Krušinu I. a Hynka Krušinu II. z Lichtenburka.
Hynek Krušina byl zřejmě velmi impulzivní, drsný a chtivý velmož, jemuž však chyběla inteligence a schopnost v oblasti hospodářského podnikání. Jeho přízvisko Krušina patrně označovalo toho, kdo bezhlavě drtí vše kolem sebe.

## Život

### Purkrabí na Tetíně

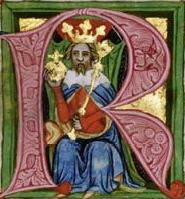
Miniatura Václava II. ve Zbraslavské kronice

Hynek Krušina I. z Lichtenburka se narodil kolem roku 1260 jako syn předního českého šlechtice Jindřicha z Lichtenburka a jeho první manželky Domaslavy, dcery Bavora I. ze Strakonic.

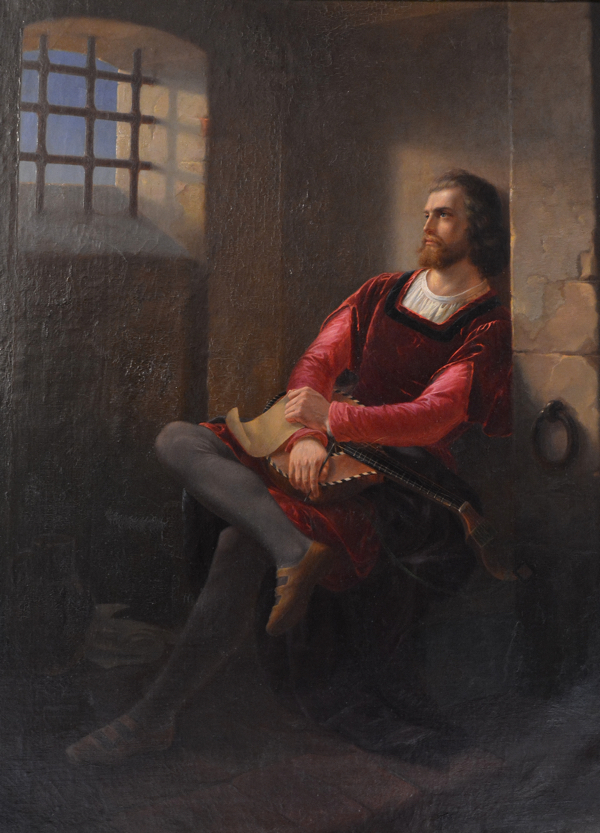
Záviš z Falkenštejna (fiktivní portrét z 19. století)

Mezi lety 1284 a 1286 se Hynek oženil s neznámou dcerou Záviše z Falkenštejna. Tento sňatek utvrdil spojenectví mezi Lichtenburky a Závišem, který tehdy fakticky vládl v Čechách místo nezletilého dědice trůnu Václava II. Hynek byl zároveň jmenován do funkce purkrabího na Tetíně, nepříliš významném hradě ve středních Čechách. V této funkci se poprvé objevuje v pramenech, a to k roku 1288. Na jaře 1287 Hynek s Dětřichem Švihovským ze Švihova a Zdeslavem ze Šternberka napadal a raboval statky pražského biskupa Tobiáše z Bechyně. Podle Josefa Šusty tyto útoky ovšem neměly žádný politický podtext, mohly podle něj být pouze projevem šlechtické dravosti v dobách úpadku veřejné správy. Jan Urban politické motivy sice nevylučuje (pražský biskup totiž stál v opozici proti Závišovi z Falkenštejna), ale nakonec se přiklání spíše ke Krušinovu „prachsprostému kořistnictví“. Protože si biskup na Krušinu stěžoval u krále, proběhlo 14. ledna 1288 v Praze na rozkaz Václava II. mezi oběma stranami smírčí jednání. Jako prostředníci vystupovali pražský purkrabí Hroznata z Úžic, podkomoří Dětřich a rychtář a konšelé Starého města pražského. Horkokrevný Hynek však smír uzavřít nehodlal, Prahu nakonec opustil a nadále hrozil biskupovi násilím.
Přátelství Lichtenburků se Závišem z Falkenštejna a jeho spojenci netrvalo dlouho. Když se Záviš v roce 1287 vydal do Uher uzavřít sňatek s Alžbětou, dcerou uherského krále Ladislava IV., jeho svatební průvod na konci roku 1287 v Železných horách přepadl Hynkův otec Jindřich z Lichtenburka.  Z jakého důvodu tak Jindřich učinil, zůstává nejasné. Možná Záviše oloupil kvůli tomu, že nesplatil svatební věno Hynkovy nové manželky. V roce 1289 Václav II. Záviše zbavil politické moci a zajal. Tehdy Lichtenburkové už zcela jistě stáli na králově straně, což Hynkův otec dokázal podporou rakouského vévody Albrechta Habsburského v jeho pohraniční válce s Vítkovci. Zda se Jindřich a ostatní Lichtenburkové zúčastnili následujícího potlačování odboje Vítkovců, není jisté. Jediným nepřímým důkazem pro to je přítomnost Hynkova strýce Oldřicha z Lichtenburka v družině vévody a nevlastního bratra českého krále Mikuláše Opavského.  Ten v roce 1290 vytáhl proti Vítkovcům do jižních Čech a před Hlubokou nechal popravit Záviše z Falkenštejna. Podle Jana Urbana byla pro Hynka účast na Mikulášově tažení do Jižních Čech skvělá, ale promarněná příležitost, jak od sebe odvrátit důvodná podezření, že se Závišovými stoupenci stále sympatizuje. I přesto se Hynek v roce 1290 zúčastnil rodového sjezdu Vítkovců ve Zlaté Koruně, na kterém byl přítomen také Jindřich I. z Rožmberka a Vítek II. z Krumlova.
Hynek Krušina o rodové statky příliš nepečoval, protože se o ně staral jeho otec. Po otcově boku ho prameny poprvé zmiňují roku 1289, kdy na hradě Ronovci spolu se svým mladším strýcem Rajmundem svědčil při propuštění vesnice Macourova Jindřichem z Lichtenburka rychtáři Wernherovi do dědičného držení. Jindřich určil svému synovi za sídlo zřejmě hrad Žleby, což dokazuje i to, že se Hynek po Žlebech v určité době psal. V roce 1294 se Krušina v pramenech připomíná jako purkrabí na Lokti, což svědčí o tom, že si udržoval důvěru a přízeň krále Václava II., na čemž svůj podíl snad měla i otcovská protekce. O dva roky později zemřel Jindřich z Lichtenburka a Hynek si lichtenburské panství se svými strýci rozdělil. Až do té doby Lichtenburkové totiž žili v majetkovém nedílu. Od Jindřichovy smrti byl Hynek v nedílu pouze se svými nedospělými bratry Václavem, Čeňkem a Smilem, s nimiž vlastnil polovinu Brodu (dnešní Havlíčkův Brod) s jeho doly, hrad Ronovec s městem Bělou, žlebské panství a území v dolním Poohří s hradem Klapým (dnešní Hazmburk). Druhou polovinu Brodu totiž ovládal jeho ambiciozní strýc Rajmund z Lichtenburka. Poslední lichtenburskou državu, hrad Lichnici (Lichtenburk) a okolí, v roce 1296 obdržel Hynkův další strýc Oldřich z Lichtenburka. Do pěti let, když Hynkovi bratři dospěli, došlo k dělení majetku znovu. Krušinovi tentokrát zůstala pouze polovina Brodu s doly. Na Brodu však měli menší podíly asi také jeho mladší bratři. Na konci 13. století Hynek zcela mizí z pramenů. V konsolidované zemi totiž asi neměl příležitost se nějak projevit. Není však vyloučené, že se jako řada jiných šlechticů angažoval v expanzi krále Václava II. do Polska.

### Boje otrůn

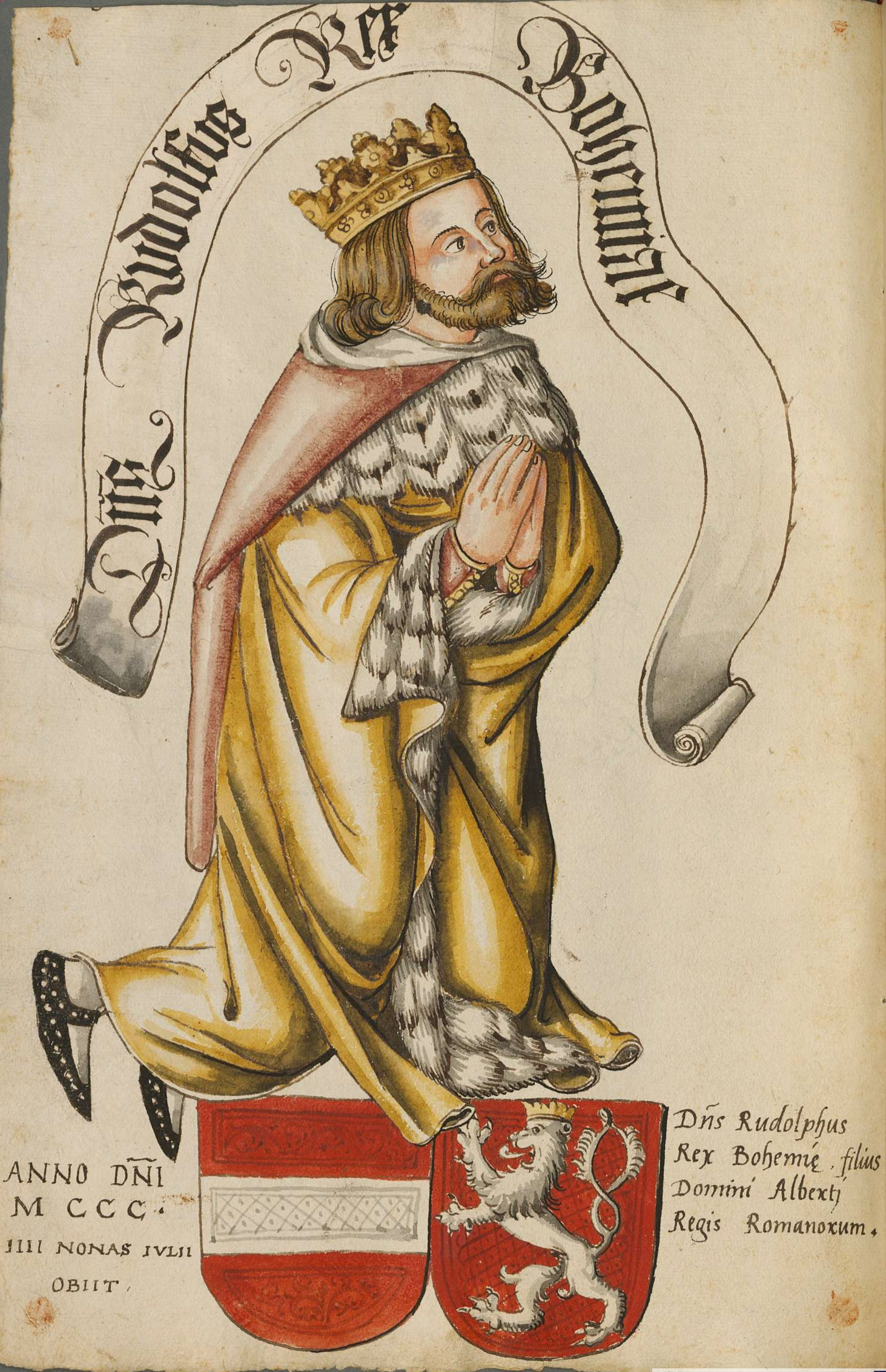
Rudolf Habsburský (fiktivní portrét ze 16. století)

Na politické scéně se Hynek Krušina opět zjevil až poté, co roku 1305 zemřel Václav II. Po Václavově smrti se totiž pokusil získat sepekovské panství, které dříve vlastnil jeho tchán Záviš z Falkenštejna. Toto dominium po Závišově popravě formou odškodnění z rozhodnutí zemského soudu spadlo na pražské biskupství. Patřilo k němu městečko Sepekov, tvrz Skalice, vesnice Zběšice, polovina Radětic, Popovice, Podboří, polovice vsi Zálší, Držkrajov, Božetice, Hodušín, Vlksice, Vratišov, dva dvory v Mlčkově, Nosetín, Raškov, dvůr Pychov, Hodětín, Myslkov, Dobrotín, Chyšky, Crhov a Podolí. Hynek tvrdil, že Záviš sepekovské panství jeho manželce zapsal jako věno. Pražský biskup Jan z Dražic se naproti tomu při soudním jednání hájil, že toto zboží biskupství drží z rozhodnutí zemského soudu. V lednu 1306 zemský soud i král Václav III. Hynkův dědický nárok na Sepekov a jeho okolí „rozhodně a navždy“ zamítli. Přispěla k tomu i skutečnost, že v zemských deskách žádná zmínka o dceřině věnu nebyla. Tenkrát se v pramenech také poprvé objevilo Hynkovo přízvisko Krušina. Zdeňka Hledíková se domnívala, že Krušina sepekovské zboží po smrti Václava II. uchvátil, a biskup Jan z Dražic si ho musel pak vydobýt zpět u zemského soudu, jakkoli toto tvrzení nemá žádnou oporu v pramenech.

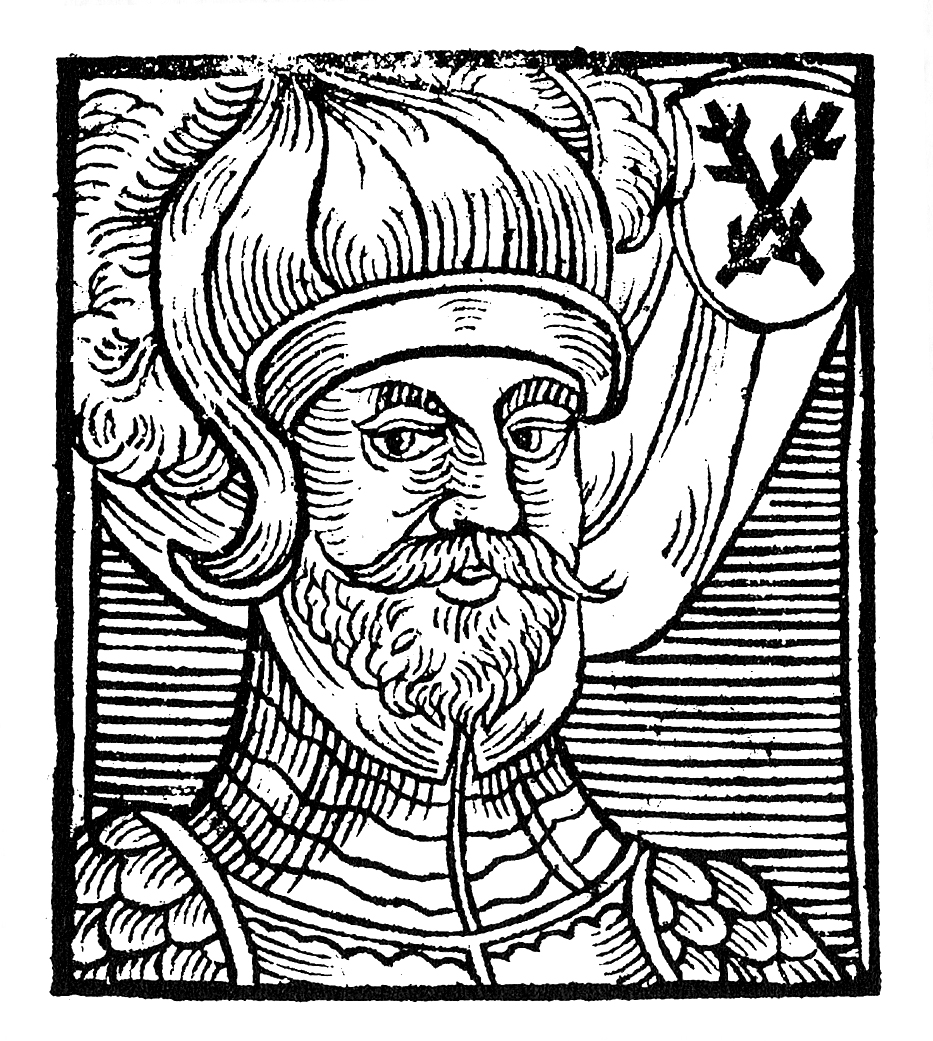
Oldřich z Lichtenburka (Fiktivní portrét od Bartoloměje Paprockého, Diadochus)

Dne 4. srpna 1306 při shromažďování vojska na tažení do Polska v Olomouci rukou neznámého vraha zahynul poslední český král z rodu Přemyslovců Václav III. Z pera Karla Maráze se dokonce objevily spekulace, že na Václavově zavraždění se podílel i Hynek Krušina. Vzápětí po Václavově smrti Krušina opět začal napadat majetky pražského biskupství, aby získal sepekovské panství. Začátkem září 1306 česká šlechta novým českým králem zvolila vévodu Jindřicha Korutanského. Jindřicha však z Čech už v říjnu téhož roku vyhnal římskoněmecký král Albrecht Habsburský, který na český trůn dosadil svého syna Rudolfa.

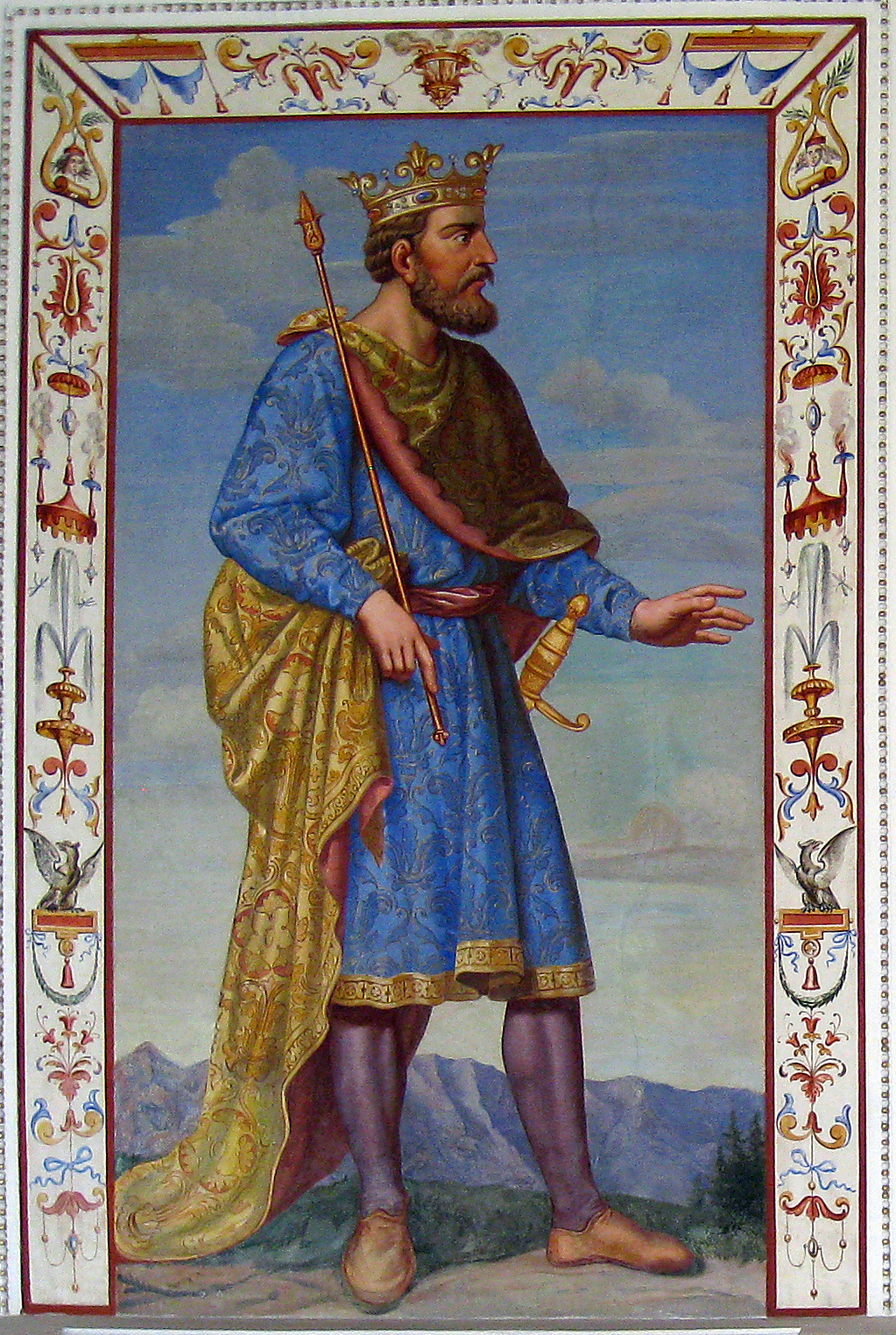
Podobizna Jindřicha Korutanského na zdi ve Španělském sále zámku Ambras u Innsbrucku

Král Rudolf Habsburský však 3. července 1307 před Horažďovicemi zemřel, pravděpodobně na úplavici, čímž začalo nové kolo zápasů o český trůn. Zatímco Hynek se svým strýcem a přítelem Oldřichem se stal horlivým přívržencem Jindřicha Korutanského, v čele prohabsbursky orientovaných šlechticů a prelátů stanul Dobeš z Bechyně.
| „                     | A tak jednoho dne, když se všichni starší sešli v domě biskupově v Praze k rozmluvě a na poradu, hle, Ulman řečený z Lichtemburka, a Heiman, řečený Krušina, vnikli s některými jinými ozbrojenou mocí do komnaty a po boku pana Jana, pražského biskupa, hned v tu chvíli ostřím meče zabili pana Tobiáše z Bechyně pro přízeň a povýšení vévody korutanského. | “ |
| — Zbraslavská kronika | |   |

Dne 24. července 1307 pražský biskup Jan z Dražic svolal některé pány včetně starého Dobeše z Bechyně do svého domu na Malé Straně v Praze. Do jednací místnosti však nečekaně vpadli radikální šlechtici vedení Hynkem Krušinou a Oldřichem z Lichtenburka, kteří požadovali, aby na český trůn byl opět povolán Jindřich Korutanský. V nastalém zmatku poté Oldřich za Krušinovy pomoci zabil na lůžko upoutaného Dobeše a oba Lichtenburkové vzápětí unikli. Poté v Praze vypuklo povstání prokorutanských patricijů a šlechticů, které politicky odklidilo většinu stoupenců habsburské kandidatury, a zajistilo tak předání české koruny Jindřichovi Korutanskému. Důvody, proč Oldřich s Hynkem Dobeše zabili, jsou neznámé. Podle Josefa Šusty se vlastně jednalo o pomstu za pád a smrt Hynkova tchána Záviše z Falkenštejna, na které se Dobeš podílel. Šustovu teorii však odmítl Jan Urban, protože Lichtenburkové měli na Závišově pádu také zásluhy. Pozdější tradice Oldřichovo a Krušinovo jednání vnímala jako zlobnou reakci na Dobešovo jízlivé podotknutí, že pokud odpůrci Habsburků nechtějí na trůn dosadit Fridricha I. Habsburského, ať jdou do Stadic, kde mezi místními sedláky jistě naleznou vzdáleného příbuzného vymřelých Přemyslovců. Kronikář Petr Žitavský Dobešovu smrt naopak představil jako předem připravenou politickou vraždu. Zatímco kronikář Přibík Pulkava z Radenína hlavní zásluhu na vraždě připisoval místo Oldřicha Hynkovi Krušinovi, Beneš Krabice z Veitmile Oldřichovu účast při incidentu vůbec nezmínil. V následujících letech byl Krušina zřejmě zatažen do úvěrových operací svého strýce Rajmunda z Lichtenburka, jenž zastával funkci podkomořího. Hynek se při nich možná stejně jako ostatní příslušníci rodu značně zadlužil.

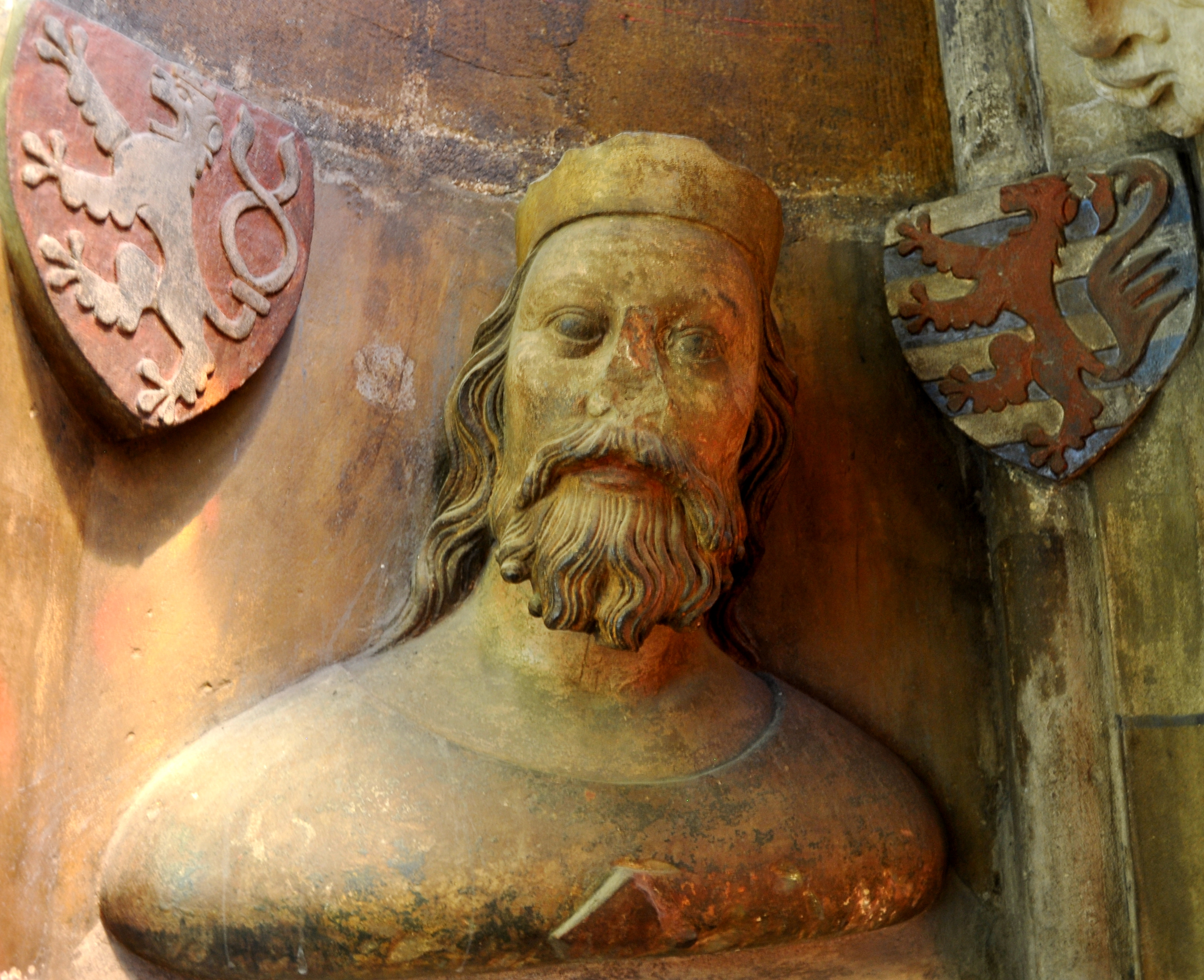
Busta Jana Lucemburského ve svatovítské katedrále

Ačkoli Jindřich Korutanský nakonec v boji proti Habsburkům zvítězil a stal se českým králem, z řad jeho oponentů postupně vykrystalizovala prolucemburská opozice. Ta si dala cíl místo Jindřicha Korutanského dosadit na český trůn Jana Lucemburského, mladičkého syna nového římského krále Jindřicha VII., který se podle jejich plánů měl oženit s dcerou Václava II. Eliškou Přemyslovnou. Hynek však ještě dlouho spolu se svými bratry i strýcem Oldřichem stál na straně Jindřicha Korutanského. Svoje stanovisko změnil až na poslední chvíli v létě 1310, kdy se připojil k lucemburskému táboru. Svůj postoj dal jasně najevo, když v srpnu 1310 spolu s Markvartem ze Zvířetic a družinou o 20 až 30 mužích doprovodil za české hranice princeznu Elišku na její cestě do Špýru. Eliška se tam vdala za Jana Lucemburského, jenž poté měl sesadit Jindřicha Korutanského a nastoupit na český trůn. Jan po svatbě skutečně pod záštitou svého otce Jindřicha VII. vytáhl do Čech s cílem vyhnat Jindřicha Korutanského ze země. Tažení se zúčastnil i Hynek Krušina. Přes počáteční neúspěchy Jan koncem listopadu 1310 oblehl Prahu, 3. prosince 1310 ji dobyl, a pak nastoupil na český trůn. Při obsazení Prahy byl přítomen i Hynek.
| „                     | Zvolal pak tehdy silným hlasem Heinman z Lichtemburka, řečený Krušina: „Zakazuji, aby nikdo nevstupoval do domu rychtáře Mikuláše Vacingera, neboť já sám spotřebuji i s kořistí všechno, co je v něm nashromážděno.“ | “ |
| — Zbraslavská kronika | |   |

V dubnu 1310 Hynek vydal spolu se svým synem Janem a Hynkem listinu, v níž schválil rozhodnutí svého strýce a spoluvlastníka Brodu Rajmunda z března téhož roku, že si Brod smí vystavět kamenné hradby. V téže listině Krušina vydal pro brodské měšťany privilegium, že vrchnost nemá právo rozhodovat o jejich přestupcích. V listině je zmíněn i Hynkův švagr Jan z Falkenštejna, komtur Řádu německých rytířů, jenž s Krušinou patrně udržoval těsné styky. Po smrti svého otce Záviše mohl být u Hynka dokonce i vychováván. V dubnu 1312 se Krušina angažoval ve veřejném procesu, jehož výsledkem byl rozsudek, že vrah patricije Peregrina Puše šlechtic Mikuláš z Potštejna musí vykonat kajícnou pouť a splatit rodině zavražděného vysokou peněžitou částku. Mezi Mikulášovými ručiteli vystupoval i Hynek Krušina. Poté se Hynek z pramenů opět vytrácí. Zemřel nejspíše kolem roku 1315.

## Majetek
Vývoj majetkové držby Hynka Krušiny I. z Lichtenburka je uveden v kapitole Život. V této kapitole se nachází pouze podrobný popis jeho majetků.
Panství Hynka z Lichtenburka spravovali rychtáři jednotlivých měst a vesnic, na které dohlíželi vrchnostenští provinciální sudí.

### Brodsko

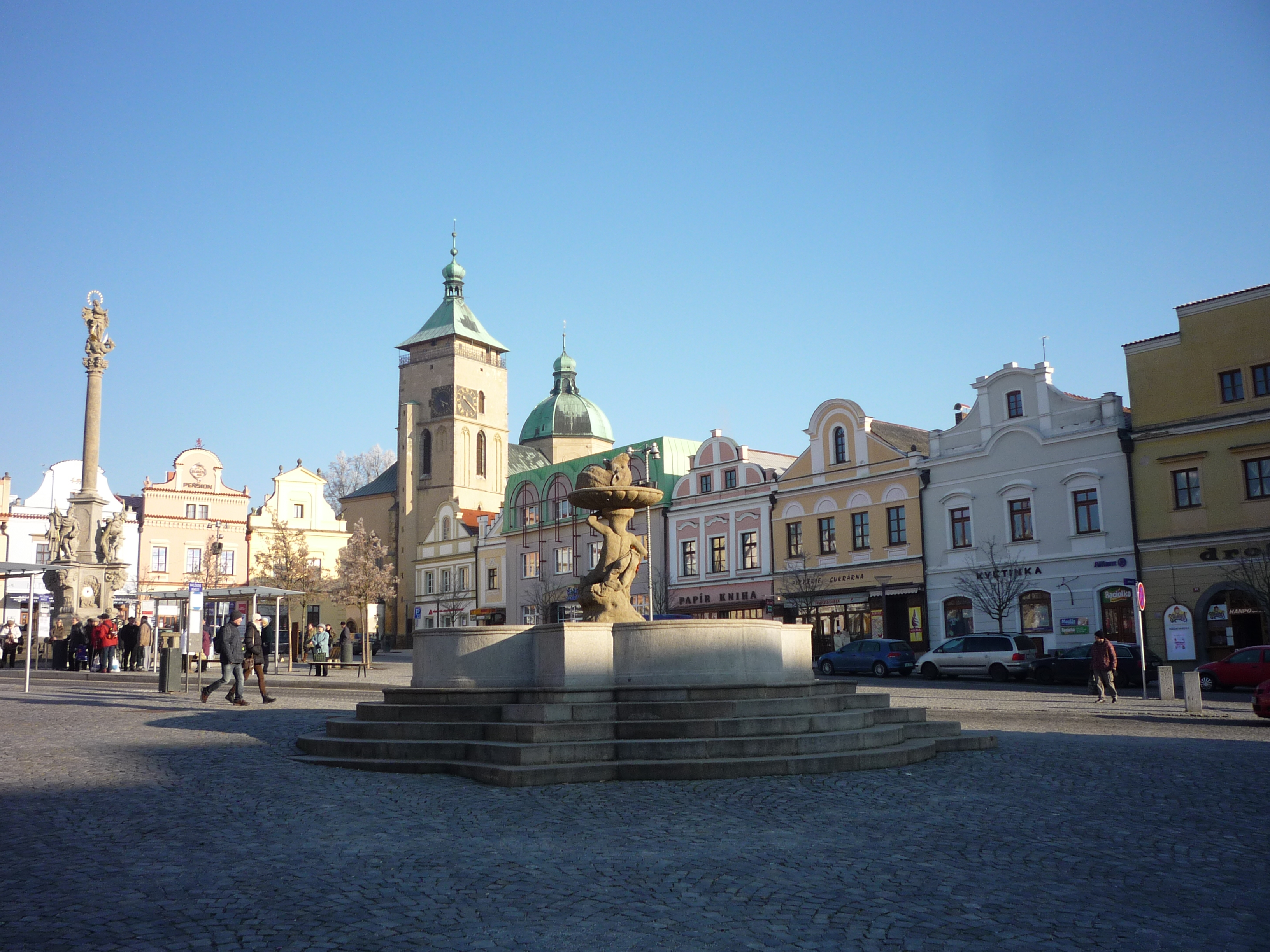
Havlíčkovo náměstí v Havlíčkově Brodu

Nejrozsáhlejší a nejvýznamnější majetky Hynek s ostatními Lichtenburky vlastnil na Havlíčkobrodsku, což byla díky místním stříbrným dolům neobyčejně výnosná oblast. Centrum jejich dominia v této lokalitě tvořilo město Brod (dnešní Havlíčkův Brod). K Brodu patřila řada vesnic a soustava dvorů a mlýnů. Stříbro se na Brodsku těžilo především kolem samotného Brodu. Doly existovaly u Stříbrných Hor, Simtan, Samotína, Puchperku, Dlouhé Vsi, Hohendorfu, Pohledu a Utína. Štoly se nacházely také u Bartoušova a Macourova. Poté, co se tato ložiska v 90. let 13. století vyčerpala, těžba pokračovala především v povodí potoků Šlapanky a Žabince, kde se štoly nacházely u Petrkova, Svatého Kříže a Vysoké. I přesto, že hornictví v okolí Brodu mělo vlastní správu překrývající se s městskou správou, výtěžek z těchto dolů si nárokovali Lichtenburkové, ačkoli kontrolu nad všemi doly měl mít formou horního regálu král. V Brodu se měla nacházet mincovna, jež však byla začleněna do zemské správy a byla podřízena královskému mincmistrovi. Není vyloučeno, že Lichtenburkové měli na tuto mincovnu velký vliv. Možná však provozovali vlastní mincovnu, ve které razili vlastní peníze. Brodská mincovna zanikla za vlády Václava II., který všechny mincovny soustředil do Kutné Hory.

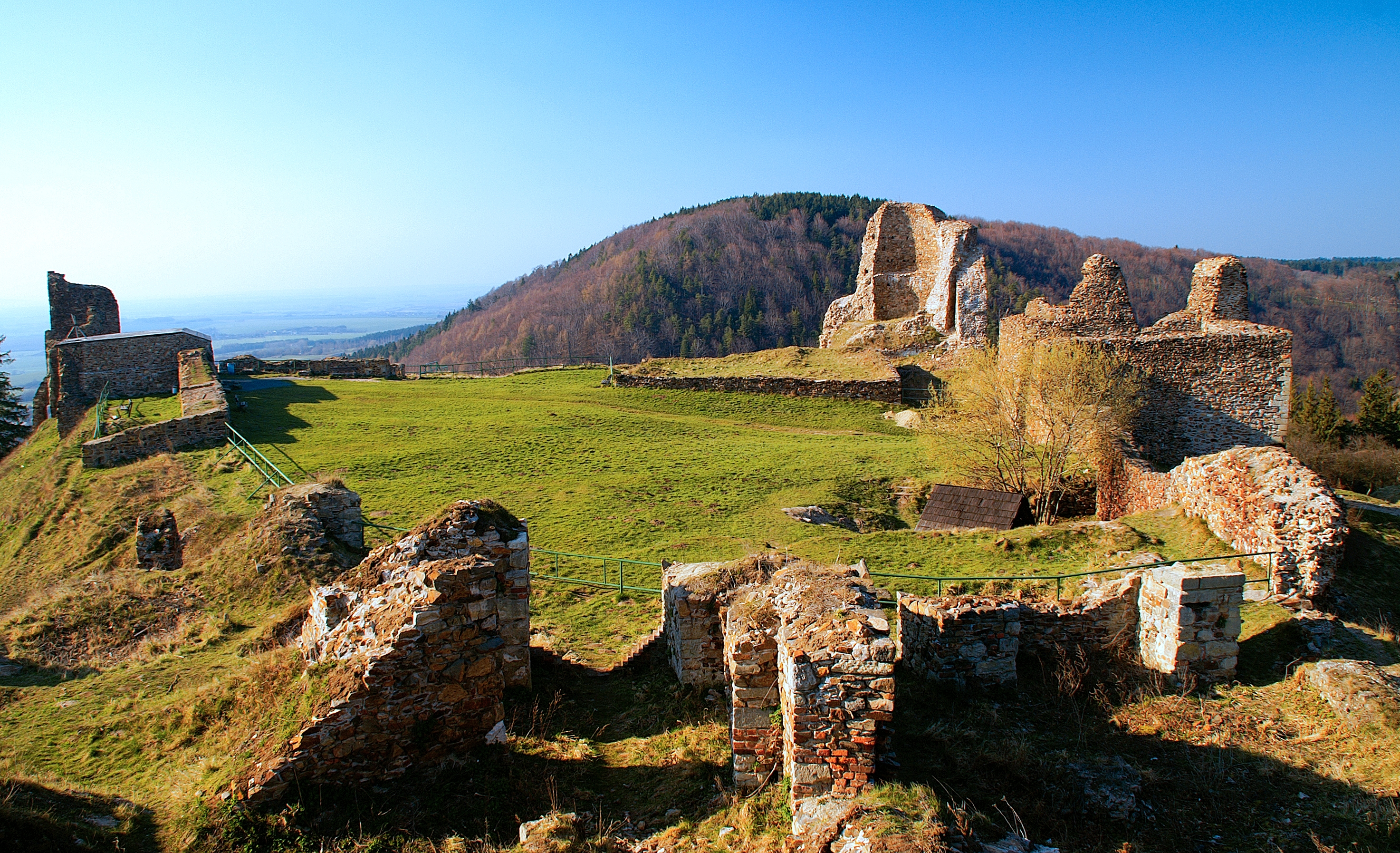
Zřícenina hradu Lichnice

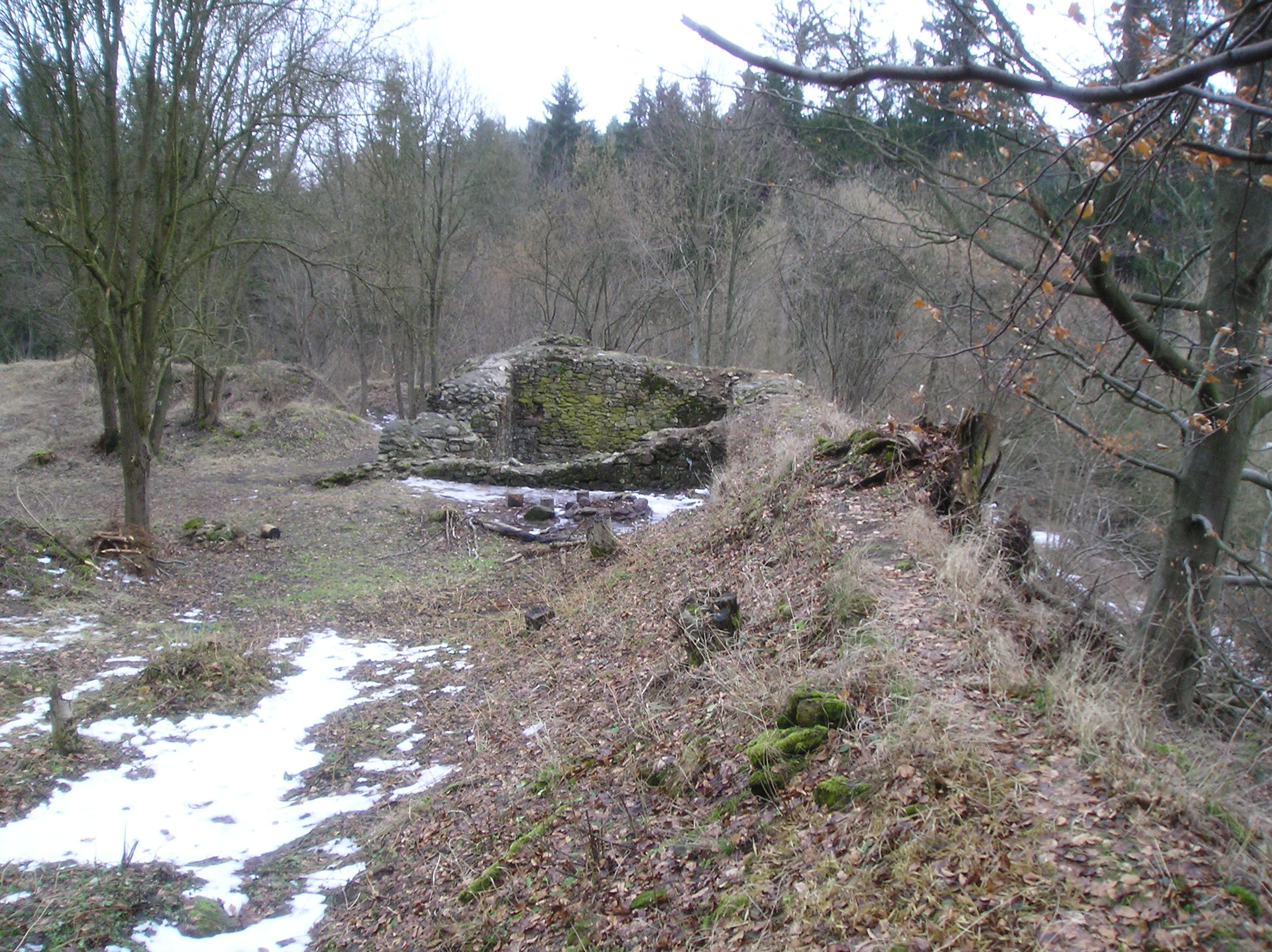
Zřícenina hradu Ronovce

Vedle horního brodského okrsku se v Hynkově společném majetku s ostatními Lichtenburky do roku 1296 nacházely další dva horní okrsky: šlapanovský a bělský. Ke Šlapanovu přiléhaly možná vesnice Pfaffendorf, Kamenná, Vysoká, Květnov, Smilov, Okrouhlička, Kochánov, Lípa a Suchá. Některé tyto vsi však mohly patřit k Brodu. Střediskem dalšího horního okrsku lichtenbuského panství byla Bělá. Rezidencí Lichtenburků při jejich pobytech v Brodě byl hrad Ronovec, ke kterému patřilo zmíněné městečko Bělá, dále Dolní Krupá, Čachotín, Horní Krupá, Rozsochatec, Cibotín a Kojetín. Doklady o těžbě v této lokalitě existují pouze o Kojetíně.
Další državou Lichtenburků, která se nacházela poblíž Brodu, byla Chotěboř a její okolí, jež spadala pod lichtenburský hrad Lichnici (Lichtenburk). Lichtenburkové v jeho blízkosti možná vlastnili Svinný, Nemojov, Dobkov a Břevnici. Z hradu Lichnice (Lichtenburk) se mimo Chotěbořska spravovaly také lichtenburské statky táhnoucí se od Čáslavi směrem na východ až k Železným horám. Zde Lichtenburkové vlastnili například dnes zaniklé Protivany a Stusyni nebo také možná Míčov, Rudov, Jetonice a Podhradí. Poblíž Lichtenburkům náležel také hrad Žleby, ke kterému patřila Uhelná Příbram, vesnice Žleby, Skovice, Markovice, Biskupice, Zaříčany, Tři Dvory, Koudelov, Ksiny a možná také Bílé Podolí tvořící spolu se Zaříčany nejsevernější lichtenburskou državu.

### Další državy
Do roku 1296 Hynek s ostatními Lichtenburky držel několik majetků v dolním Poohří. Nejednalo se však o souvislé panství, a není proto jisté, co všechno zde Lichtenburkům patřilo. Tato oblast byla zřejmě poměrně lukrativní, protože byla velmi vhodná pro zemědělství a procházelo tudy několik obchodních stezek. Lichtenburkové zde možná vlastnili hrad Klapý (dnešní Hazmburk). Hospodářským centrem dominia v Dolním Poohří byly patrně Libochovice.
V povodí říčky Sázavy měli Lichtenburkové možná další nepříliš významný hrad Smrdov, ke kterému patřily vesnice Zboží, Bačkov, Lubno, Štěpanov a Vosičín. Podél potoka Žabince směrem k Jihlavě možná vlastnili Střítěž, Štoky, Zvonějov, Dobronín, Ždírec, Dobešov, Heroltice a Německý Šicndorf. Na Čáslavsku asi také Habry a Jeníkov. Západně od Chotěboře pod lichtenburské dominium spadal možná i Krucemburk. Směrem na východ na Moravu mezi lichtenburské statky náležely Kotlasy. Okraj lichtenburského panství na Čáslavsku tvořila tříšť malých statků a sídel drobných feudálů, ze kterých mnoho bylo leníky Lichtenburků. Lichtenburskými many mohli být majitelé Hostolovlic, Jeníkova, Bojman, Markvartic, Licoměřic, Lipoltic, Tupadel, Lipky a Frýdnavy.

## Pečeť

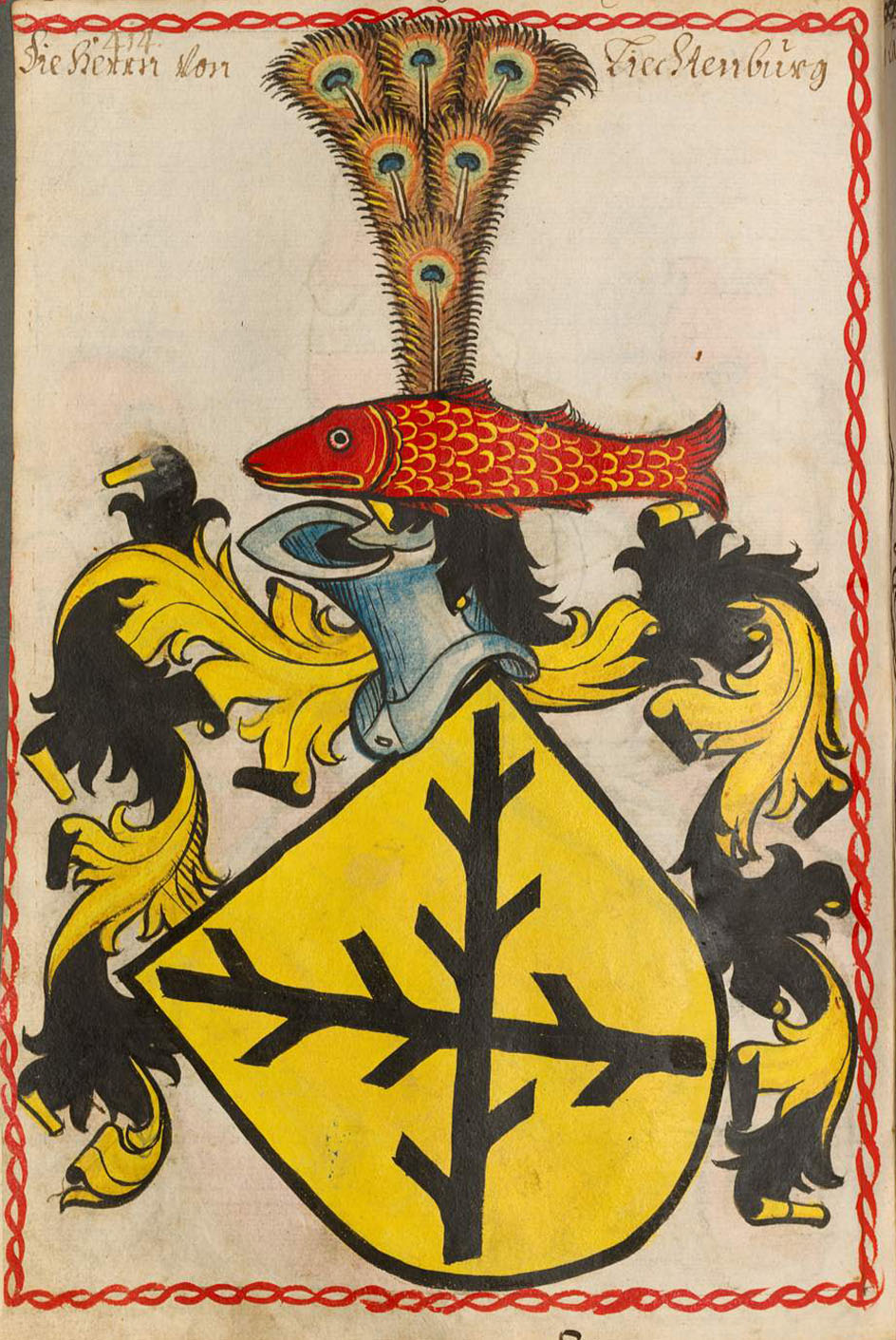
Erb pánů z Lichtenburka

Pečeť Hynka Krušiny I. z Lichtenburka se dochovala pouze z roku 1310. Byla okrouhlá s průměrem 30 milimetrů a vyrobená z přírodního vosku. Na listině byla přivěšená pergamenovým proužkem. V poli měla helmu a gotický štít skloněný vpravo. V klenotu se nacházela ryba a kyta (paví pero).

## Hodnocení a přízvisko
Hynek Krušina z Lichtenburka byl velmi drsný, impulzivní a chtivý velmož s násilnickými sklony. Proslul především svou horkokrevností, jak dokládá například jeho asistence při vraždě Dobeše z Bechyně v roce 1307. Inteligencí a důvtipem však neoplýval. Na rozdíl od svých předků, bratrů i strýců také nebyl příliš schopným hospodářem.
Hynkovo přízvisko Krušina se v pramenech poprvé objevilo ještě za jeho života v roce 1306. Převzali ho poté všichni jeho potomci a jméno po něm dostala i rodová větev, kterou založil – Krušinové z Lichtenburka. Jako Krušina se pravděpodobně označoval ten, kdo bezhlavě drtí vše kolem sebe, což by Hynkovu charakteru mohlo odpovídat.

## Potomci
1. manželství ∞ mezi 1284 a 1286 neznámá dcera Záviše z Falkenštejna
- Jan Krušina I. z Lichtenburka (před 1310 –  po 1327) ∞ Eva
- Hynek Krušina II. z Lichtenburka (před 1310 – 1336) ∞ Budiše